# Indiai gilisztagőtefélék
Az indiai gilisztagőtefélék (Uraeotyphlidae) a kétéltűek (Amphibia) osztályába és a lábatlan kétéltűek (Gymnophiona) rendjébe tartozó monogenerikus család. Új besorolások az egyetlen ide tartozó nemet az ázsiai gilisztagőtefélék (Ichthyophiidae) családjába sorolják.
India trópusi területein fordulnak elő.

## Rendszerezés
A családba az alábbi 1 nem és 5 faj tartozik:
- Uraeotyphlus (Peters, 1880) –  5 faj
  - Uraeotyphlus interruptus
  - Uraeotyphlus malabaricus
  - Uraeotyphlus menoni
  - Uraeotyphlus narayani
  - Uraeotyphlus oxyurus